# Canoë Club Lillois
Le Canoë Club Lillois (CCL) est une association sportive de canoë-kayak, basée à Lille, France.

## Histoire
Le club fut fondé en 1932.

## Membres et anciens membres
- Martin Farineaux
- William Tchamba